# Enoploteuthidae
Famille
Les Enoploteuthidae constituent une famille de calmars.

## Liste des genres
Selon World Register of Marine Species (16 mai 2016) :
- genre Abralia Gray, 1849 -- 20 espèces
- genre Abraliopsis Joubin, 1896 -- 11 espèces
- genre Enoploteuthis d'Orbigny, 1839 -- 11 espèces
- genre Watasenia Ishikawa, 1914 -- 1 espèce

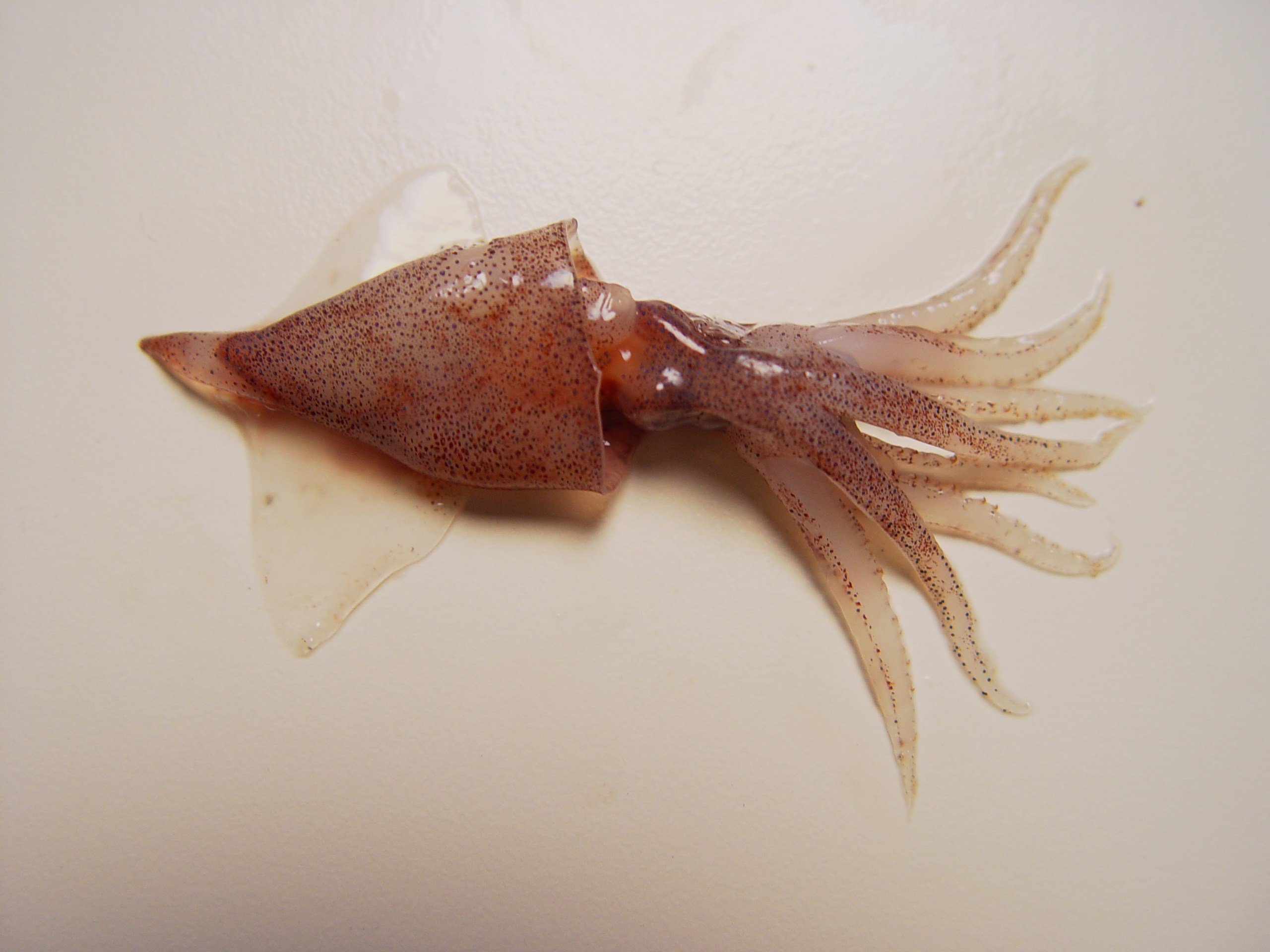
Abralia redfieldi
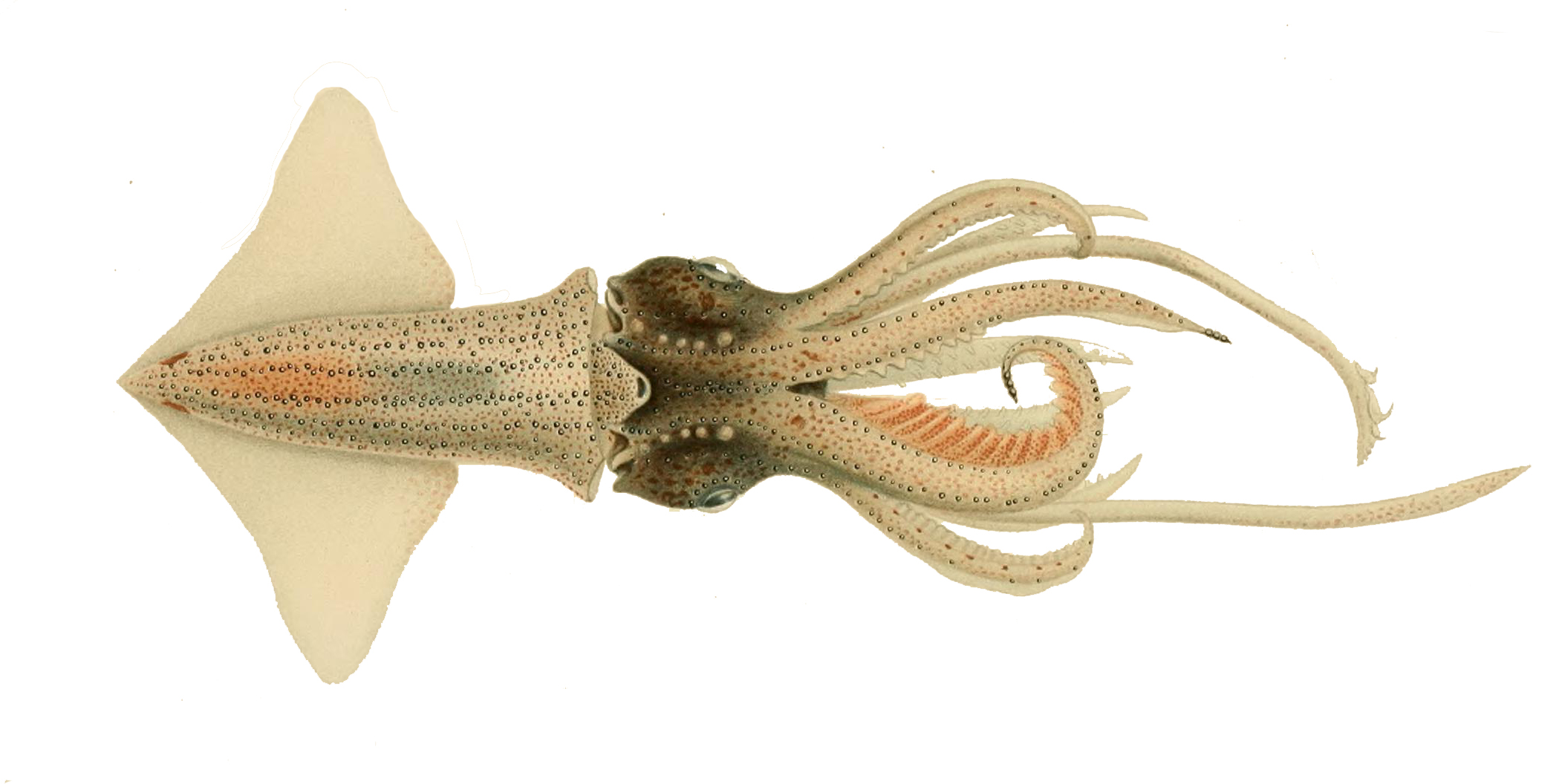
Abraliopsis morisii
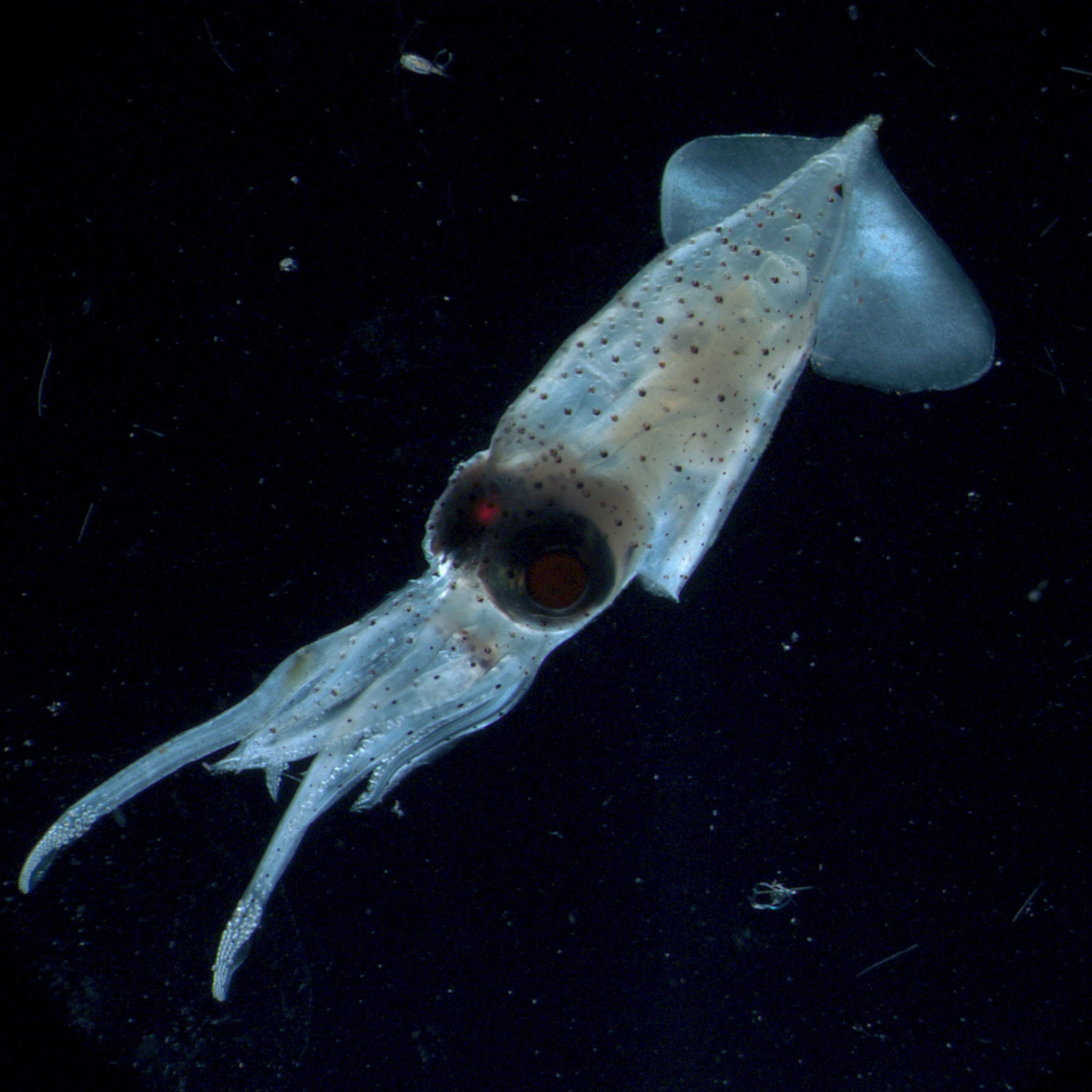
Enoploteuthis sp.
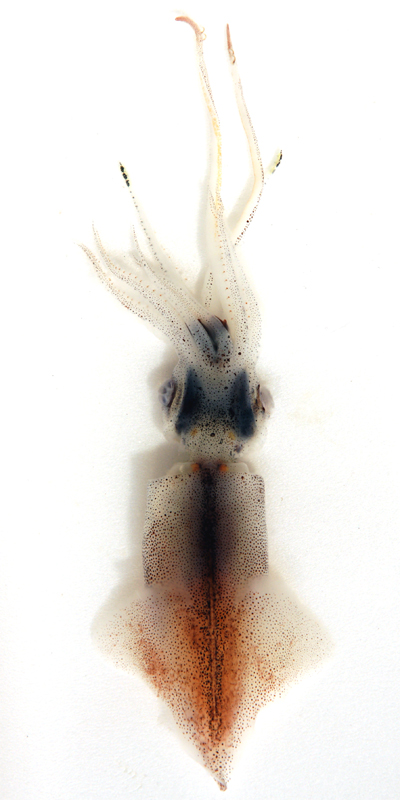
Watasenia scintillans